# Hogben-test
Een Hogben-test of kikkertest was een zwangerschapstest in gebruik tijdens de jaren '30-'60 van de 20e eeuw. De test was vernoemd naar de Britse dierkundige Lancelot Hogben, die de test ontwikkelde.
Hierbij werd een kikker van het geslacht Bufo in een laboratorium ingespoten werd met de urine van een vermoedelijk zwangere vrouw. Deze urine bevat hormonen. Na twee dagen werd de kikker opengesneden, en als de eierstokken van de kikker zich ontwikkeld hadden, wist men dat de vrouw zwanger was. Alternatief bewijs: de kikker legt na 12 uur eitjes, de test was dus positief.